# Oscar Bustos Aburto
Oscar Bustos Aburto (18 de marzo de 1887, Tirúa - 1 de agosto de 1974, Santiago de Chile) fue un político chileno, diputado por la Vigesimosegunda Agrupación Departamental: Valdivia, La Unión y Río Bueno, en el período entre 1949 y 1953, que llegó a ejercer el cargo de Ministro de Educación en el gobierno de Juan Antonio Ríos.

## Biografía
Sus padres fueron José Bustos y Fidelmira Aburto. Se casó con la profesora Luzmira Herrera Zapata y tuvo un hijo, Oscar Bustos Herrera.
Estudió en la Escuela Normal de Victoria, en dónde obtuvo el título de Profesor Primario en 1915, en la Universidad de Chile y en la de Ginebra. Se tituló como profesor de Psicología en el Instituto Jean-Jacques Rousseau de Ginebra. Militó en el Partido Radical, del cual fue secretario general.

## Honores
En su honor, desde el año 2000 la Corporación de Desarrollo Cultural y Social Aurora de Italia entrega anualmente la beca profesor Oscar Bustos Aburto a alumnos de la Universidad Metropolitana de Ciencias de la Educación. Ésta es otorgada por mérito académico y social.
- Datos: Q6053770